# José Ángel Antelo
José Ángel Antelo Paredes (Santiago de Compostela, 7 de mayo de 1987) es un político español y exjugador de baloncesto que se desempeñaba como ala-pívot. En la actualidad es presidente de Vox en la Región de Murcia, así como diputado en la Asamblea Regional de Murcia.

## Biografía
Se formó en las categorías inferiores del Real Madrid, la mayor parte de su carrera profesional se ha desarrollado en clubes de categoría LEB y en la Liga ACB.
En el verano de 2012 ficha por el CB Murcia, el club de la Universidad Católica San Antonio de Murcia (UCAM), equipo en el que da su mejor versión desde que es profesional, a pesar de haber tenido dos graves lesiones, en el año 2014 y en verano de 2017. La última lesión precipita su retirada como jugador profesional a los 31 años de edad.
A su retirada de la actividad deportiva Antelo pasó a trabajar para la UCAM, dedicado al marketing deportivo tras estudiar un MBA en Dirección y Gestión Deportiva.

## Trayectoria deportiva
- Categorías inferiores del CB Noia
- Categorías inferiores del Real Madrid CF
- Cáceres CB : (LEB) : 2004-2005
- Basket Zaragoza 2002 (LEB) : 2005-2006
- Bilbao Basket (ACB): 2006-2007
- Club Bàsquet L'Hospitalet (LEB): 2007-2008
- Tenerife Club de Baloncesto (LEB Oro): 2008-2009
- Baloncesto Fuenlabrada (Liga ACB):  2008-2010
- Baloncesto León (LEB Oro): 2010
- Cáceres Ciudad del Baloncesto (LEB Oro): 2010-2012
- UCAM Murcia (Liga Endesa): 2012-2019

### Palmarés

#### Clubes
- 2001/02 Campeón del Campeonato de España Cadete con el Real Madrid.
- 2002/03 Campeón del  Campeonato de España Cadete con el Real Madrid.

#### Selección nacional
- 2004 Campeón de Europa Selección española júnior..
- 2004 Medalla de bronce en el Torneo de Mannheim con la Selección española júnior.

Fuente: Web oficial del Cáceres 2016 Basket.

## Trayectoria política
En 2019 fue elegido concejal de Vox en el Ayuntamiento de Murcia. Se mostró muy interesado por el uso de la bandera y el himno de España; en la primera moción que defendió, Antelo pidió que se implantara en la plaza Circular de Murcia una bandera nacional de 300 metros cuadrados. Propuso también que en todos los centros educativos de la capital murciana colgara una bandera de España en su entrada, un retrato del jefe de Estado en cada aula y también que sonara el himno de España a primera hora de la mañana.
Desde 2020 es el presidente regional de Vox en la Región de Murcia.

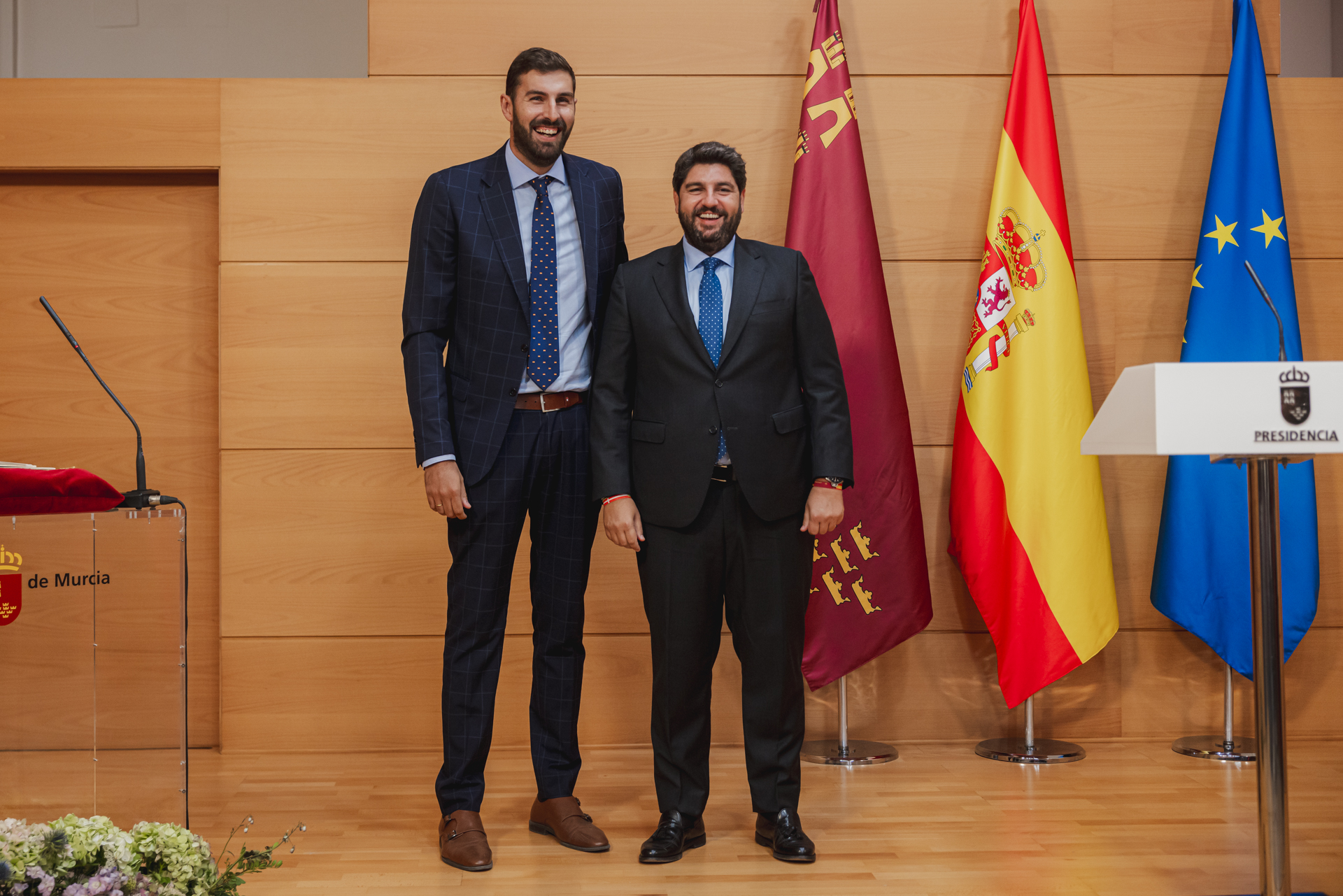
Antelo en su toma de posesión como vicepresidente y consejero

En las elecciones a la Asamblea Regional de Murcia de 2023, en las que se presentó como candidato a la presidencia de la comunidad autónoma por Vox, se convirtió en diputado. El candidato del PP Fernando López Miras no logró mayoría absoluta y necesitaba los votos de los diputados de Vox para su investidura como presidente de la comunidad autónoma. Antelo en un primer momento pretendía que Vox detentara en un gobierno de coalición las competencias en agricultura, ganadería y familia para poder apoyar dicha investidura. Tras arduas negociaciones, se dio a conocer el pacto entre los dos partidos por el que José Ángel Antelo sería el vicepresidente de Vox del Gobierno regional y consejero de Seguridad e Interior. Así pues, Vox pasó a tener a su cargo Fomento, Seguridad y una vicepresidencia y podía proponer al presidente del Consejo de Transparencia murciano que asumiría las funciones de la Oficina del Defensor del Pueblo. El pacto de PP y Vox en Murcia incluía aspectos como la implantación del veto parental, supresión de subvenciones a los sindicatos y organizaciones empresariales y referencias vagas al Mar Menor. El 14 de septiembre tomó posesión como vicepresidente y consejero de Interior, Emergencias y Ordenación del Territorio.
Propone cambiar la ley de protección del Mar Menor por otra que sea compatible con la actividad económica agrícola en la laguna salada. Hay un paralelismo en los mensajes del grupo de presión agrario Fundación Ingenio y Vox, en los que ambos reclaman la derogación de la ley de protección del Mar Menor y señalan a los ayuntamientos ribereños como los causantes de la contaminación (no la actividad agrícola) pero el presidente de Vox en Murcia niega cualquier tipo de relación. Además acusa a PP y PSOE de pagar informes científicos para tapar el supuesto origen de la contaminación que él defiende. Sus planteamientos le llevan a la defensa del modelo económico de agricultores y ganaderos frente a lo que él llama «los lobbies de la religión climática». Para Antelo el campo está libre de culpas en la contaminación del Mar Menor: es más, los agricultores, a su juicio, "están siendo injustamente criminalizados".
En materia de agua, Antelo ha defendido el mantenimiento del Trasvase Tajo-Segura y recuperar el proyecto del Trasvase del Ebro.
Está en contra de la inmigración ilegal, a la que asocia con delincuencia, y promueve medidas que faciliten la expulsión de todos los inmigrantes en situación irregular.
El 11 de agosto de 2025, La Fiscalía de Cartagena abrió diligencias de investigación por posibles delitos de odio por sus declaraciones realizadas un mes anterior sobre los Sucesos de Torre-Pacheco.